# Лекуртај
Лекуртај (алб. Lëkurtaj) је насељено место у општини Тропоја у округу Кукеш, Албанија. Према попису из 1989. године било је 759 становника.
Лекуртај су једно од насеља племена Краснићи.